# József Alvinczi
József Alvinczi de Borberek, niem. Joseph Alvinczy von Borberek (Berberek), (ur. 1 lutego 1735, zm. 25 września 1810) – marszałek polny Armii Cesarstwa Austriackiego. 

## Życiorys
W 1795 i 1797 poniósł klęski w bitwach pod Arcole i Rivoli, gdzie jego przeciwnikiem był Napoleon Bonaparte, po czym został pozbawiony dowództwa na rzecz arcyksięcia Karola. Objął stanowisko głównodowdzącego armią austriacką na Węgrzech. 29 sierpnia 1794 został mianowany na stopień generała artylerii, a 6 września 1808 na stopień marszałka polnego.